# U.S. Route 55
U.S. Route 55 é uma autoestrada dos Estados Unidos.